# Modābād
Modābād (persiska: حَمِد آباد, هَمود آباد, مَد آباد, مد آباد) är en ort i Iran.   Den ligger i provinsen Lorestan, i den centrala delen av landet, 290 km sydväst om huvudstaden Teheran. Modābād ligger 1 932 meter över havet och antalet invånare är 811.
Terrängen runt Modābād är kuperad söderut, men norrut är den platt.Runt Modābād är det ganska glesbefolkat, med 48 invånare per kvadratkilometer. Närmaste större samhälle är Aznā, 18,6 km sydväst om Modābād. Trakten runt Modābād består i huvudsak av gräsmarker.